# Tessit
Tessit is een gemeente (commune) in de regio Gao in Mali. De gemeente telt 13.800 inwoners (2009).
De gemeente bestaat uit de volgende plaatsen:
- Bellah Hadakatane
- Bellah Kel Gossi
- Bellah Foulane
- Djel-Godji
- Egadech I
- Egadech II
- Erbanbanane
- Fadda
- Gueré-Gueré
- Ibogolitane
- Icharamatane
- Ihayawane
- Imrad I
- Imrad II
- Oudalane Kaoualane I
- Oudalane Kaoualane II
- Oudalane Chagagane I
- Oudalane Chagagane II
- Tessit